# Eupithecia promulgata
Eupithecia promulgata là một loài bướm đêm trong họ Geometridae.